# Hangeltolódás
Hangeltolódásnak vagy hangváltozásnak nevezzük azt a hangtani fejlődési jelenséget, amelynek során a beszélők bizonyos hangokat valamilyen megfigyelhető szabályszerűség alapján másképp kezdenek ejteni (például zöngétlen → zöngés, zárhang → réshang, stb). Bár speciálisan ezzel a névvel illetjük a germán nyelvek történetében végbement változásokat (Lautverschiebung), a hangeltolódás nem kizárólag a germán nyelvek sajátossága (hiszen az indoeurópai nyelvcsalád kisebb csoportjai is alapvetően fonetikai változások eredményeképpen jöttek létre). A hangeltolódás lassú folyamat, több évszázad alatt megy végbe. Okai általában különböző belső és külső tényezők együttes hatásaira vezethetőek vissza, azonban a legtöbb esetben nem lehet a konkrét hangváltozások eredetére egyértelműen bizonyítható magyarázatot találni.

## Hangeltolódás a germán nyelvekben
Egyes kutatások szerint a Kr. e. 12. és 3. század között (más kutatók későbbre teszik) a mai Németország északi területén élt népek körében zajlott le. A jelenség okára egyelőre nincs magyarázat. Jacob Grimm fogalmazta meg 1822-ben elméletét az első germán hangeltolódásról. A folyamat eredményeképpen  a germán nyelvek „leváltak” a többi indoeurópai nyelv hangrendszeréről és megindult saját nyelvi fejlődésük. Ez tekinthető tehát a germán nyelvek születésének.
Az alábbiakban a folyamat során végbement főbb változások olvashatók. Az írásban nehezebben azonosítható hangváltozásokról a gyakorlatban a germán és nem germán, de indoeurópai beszélők kiejtésének összehasonlításával lehet meggyőződni.
bh ⇒ b: (lágyult a hang kiejtése) példa: indoeurópai alapnyelv (IE) bhero (visel) → angol: bear
dh ⇒ d: (lágyult a hang kiejtése) példa: IE dedhe (tesz) → angol: do
gh ⇒ g: (lágyult a hang kiejtése) példa: IE ghans (liba) → angol: goose
(A p, t, k hangok esetén a lágyulás nem ment végbe, így a germánok ezeket továbbra is "keményen" ejtik.)
b ⇒ p: példa: latin:  baculum vs német: Pegel
d ⇒ t: példa: IE: dekm (tíz) → angol: ten
g ⇒ k: példa: IE: gula (torok) → német: Kehle
p ⇒ f: példa: latin: pater (apa) → angol: father / svéd: fader
t ⇒ þ (németben: d) : példa: IE treyes (három) → angol: three / német: drei

## Hangeltolódás más indoeurópai nyelvekben

### A szláv és az indoiráni nyelvekben
A szláv és indoiráni nyelvek jellemzője, hogy az indoeurópai alapnyelvi veláris (hátul képzett) zárhangok elöl képzett (palatális vagy dentális) rés- vagy zár-réshangokká fejlődtek. Példák:
- IE k → /s/: *kmtom (száz) > orosz szto, szanszkrit szatem.
- IE kw → /t͡ʃ/: *kwetwores (négy) > orosz csjetirje, szanszkrit csatur.

### Az újlatin nyelvekben
Az újlatin nyelvekben a latin eredetű /k/ és /g/ hangok magas magánhangzó (e, i) előtt jésültek (palatalizáció: kb. a magyar ty-nek és gy-nek megfelelő hangok), majd Keleten palatális zár-réshangokká (affrikáták: /t͡ʃ/, /d͡ʒ/) alakultak, Nyugaton pedig eredetileg szintén elölképzett zár-réshangokká változtak (/t͡s/, /d͡ʒ/), majd a zárhang elvesztésével réshanggá alakultak (/s/, /ʒ/). A spanyolban ezen kívül még egy hangeltolódás végbement, amelynek következtében a zöngés réshangok elzöngétlenedtek, az affrikáták réshanggá váltak, majd az /ʃ/ velarizálódott /x/, így a spanyol hangtanilag sajátos módon eltér a többi újlatin nyelvtől. Példák:
- latin centum ['kentum] > olasz cento ['t͡ʃento], spanyol cien(to) ['θjen(to)/'sjen(to)].
- latin gens (gentis) [gens] > olasz gente ['d͡ʒente], portugál gente [ʒent], spanyol gente ['xente]

A nyugati újlatin nyelvekben a magánhangzók közötti egyszerű zöngétlen zárhangok először zöngésültek, majd réshanggá váltak (/p, t, k/ → /b, d, g/ → /β, ð, ɣ/), majd a franciában el is tűntek; a zöngés zárhangok részben eltűntek:
- latin lupus > olasz lupo, de spanyol, portugál lobo
- latin vita > olasz vita, de spanyol, portugál, katalán, szárd vida, francia vie
- latin aqua > olasz acqua, de spanyol, portugál agua, katalán aigua, francia eau

### A görögben
A görög nyelvben az indoeurópai alapnyelvi zöngés hehezetes hangok elzöngétlenedtek, majd réshanggá váltak; az alapnyelvi /s/ az ógörögben hehezetté alakult, majd eltűnt: 
- IE *bh → /ph/ → /f/
- IE *dh → /th/ → /θ/
- IE *gh → /kh/ → /x/
- IE *s- → /h/ → Ø

További hangeltolódás, amely már közép- illetve újgörög fejlemény, hogy az ógörög zöngés zárhangok réshanggá változtak:
- ógörög /b/ → /v/
- ógörög /d/ → /ð/
- ógörög /g/ → /ɣ/

## Külső hivatkozások
- A hangváltozásokról német nyelven